# Бель-Терек
Бель-Терек (кирг. Бел-Терек) — село в Базар-Коргонском районе Джалал-Абадской области Кыргызстана. Входит в состав Арстанбапского айылного аймака.

## География
Село расположено в юго-восточной части области, на левом берегу реки Булгандык (правый приток реки Кара-Ункюр), на расстоянии приблизительно 29 километров (по прямой) к северо-востоку от города Базар-Коргон, административного центра района. Абсолютная высота — 1361 метр над уровнем моря.

## Население
Согласно оценочным данным Национального статистического комитета Кыргызской Республики, численность населения села на начало 2023 года составляла 1344 человека.
| год     | 2009 | 2014 | 2015 | 2020 | 2021 | 2023 |
| ------- | ---- | ---- | ---- | ---- | ---- | ---- |
| человек | 1030 | 1261 | 1300 | 1351 | 1347 | 1344 |